# Chapelle du château de Troménec
La chapelle du château de Troménec est un édifice situé à Landéda, en France.

## Localisation
La chapelle est située sur le territoire de la commune de Landéda, dans le département du Finistère, en région Bretagne.

## Description
La chapelle est construite sur plan rectangulaire, avec deux pignons et un clocheton. Les ruines du manoir s'élève environ à 300 mètres, et semblent dater du XVIe siècle. Le pignon ouest arbore une rosace en granit formée de six quatrefeuilles entourant un sixtefeuille central. Elle abrite désormais le tombeau de Simon de Troménec, déplacé de l'église paroissiale lors de sa reconstruction et le gisant de François de Kermavan.

## Historique
La chapelle est inscrite partiellement au titre des monuments historiques par arrêté du 18 octobre 1926.

## Galerie

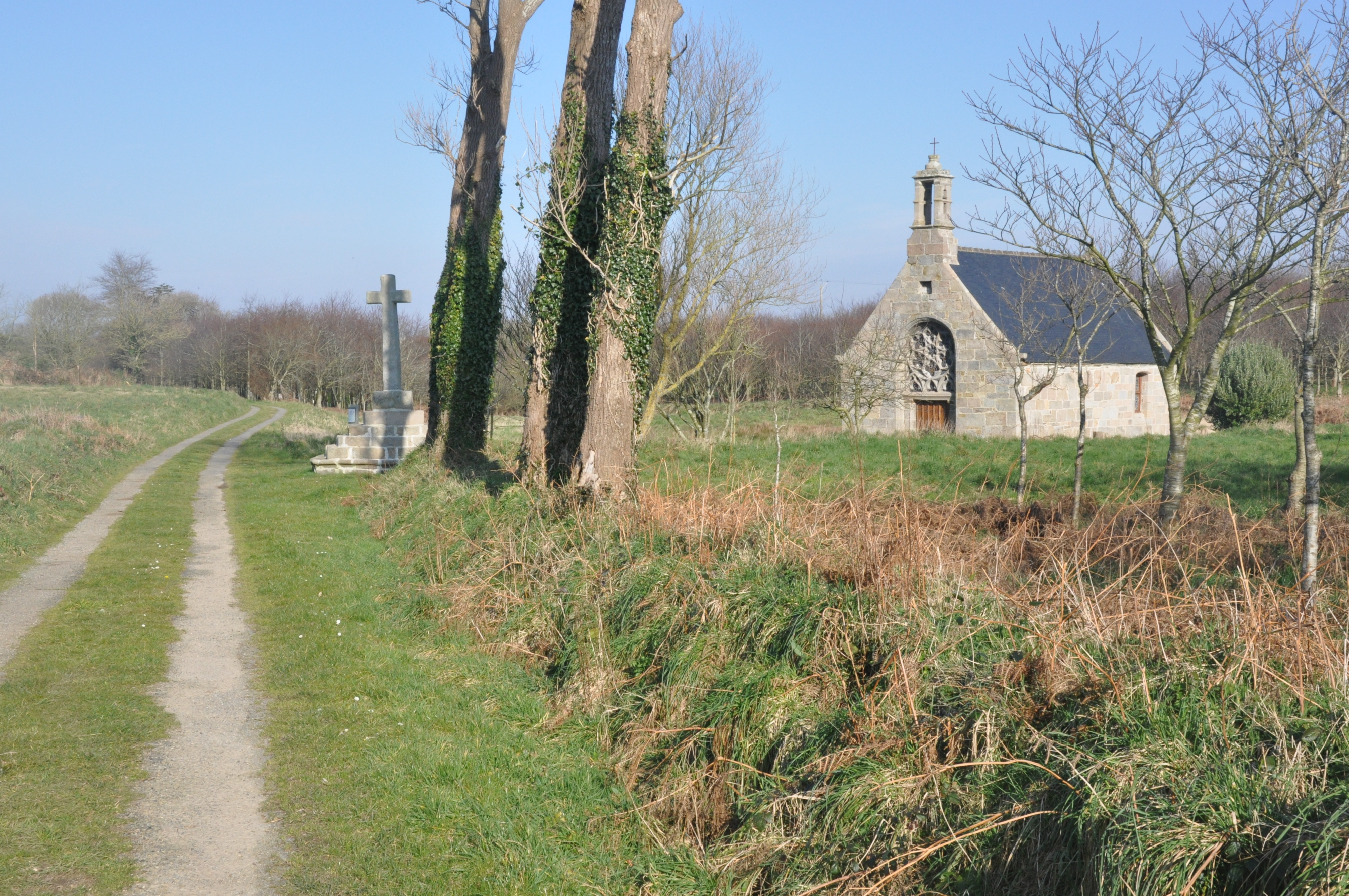
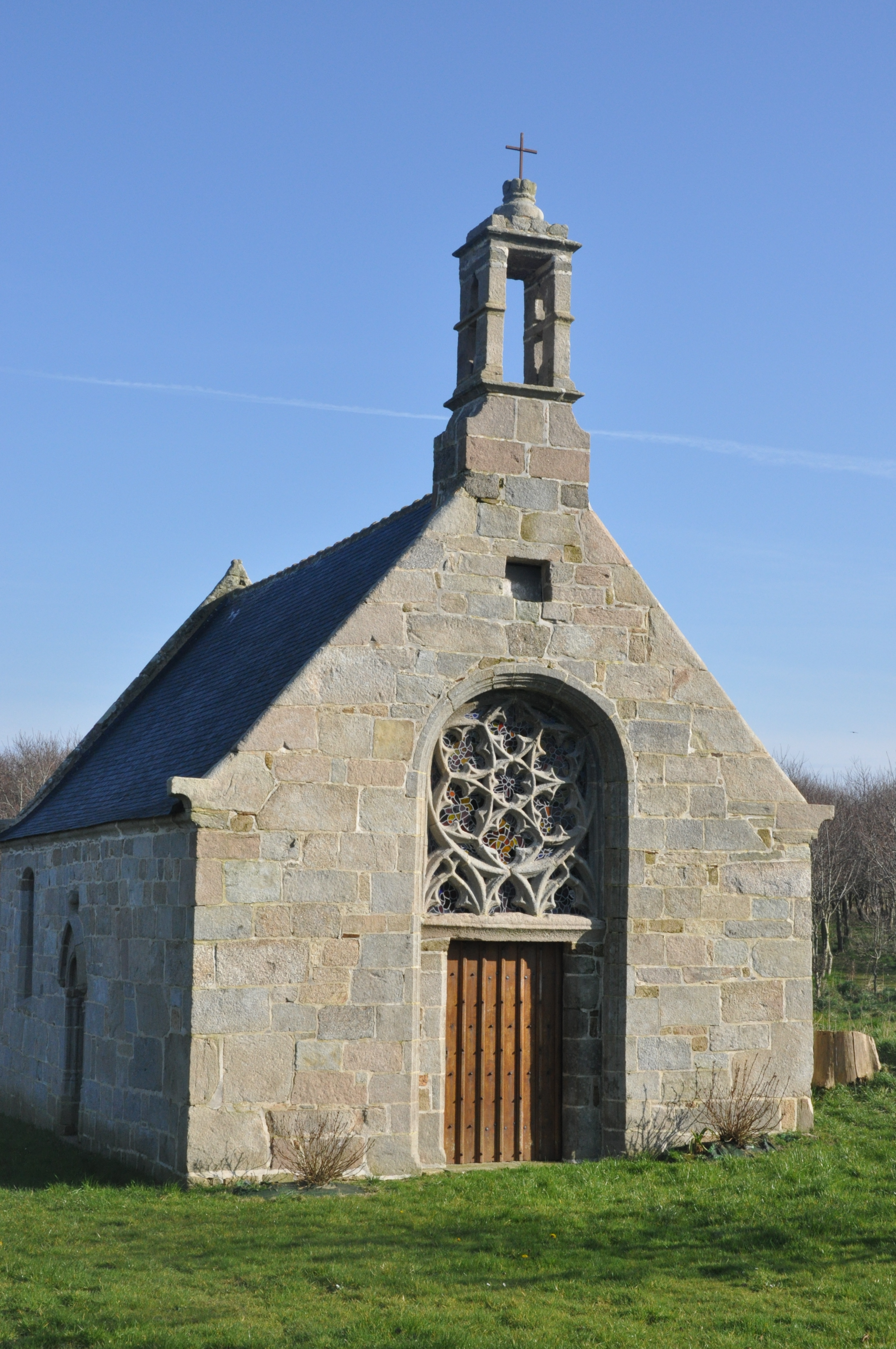
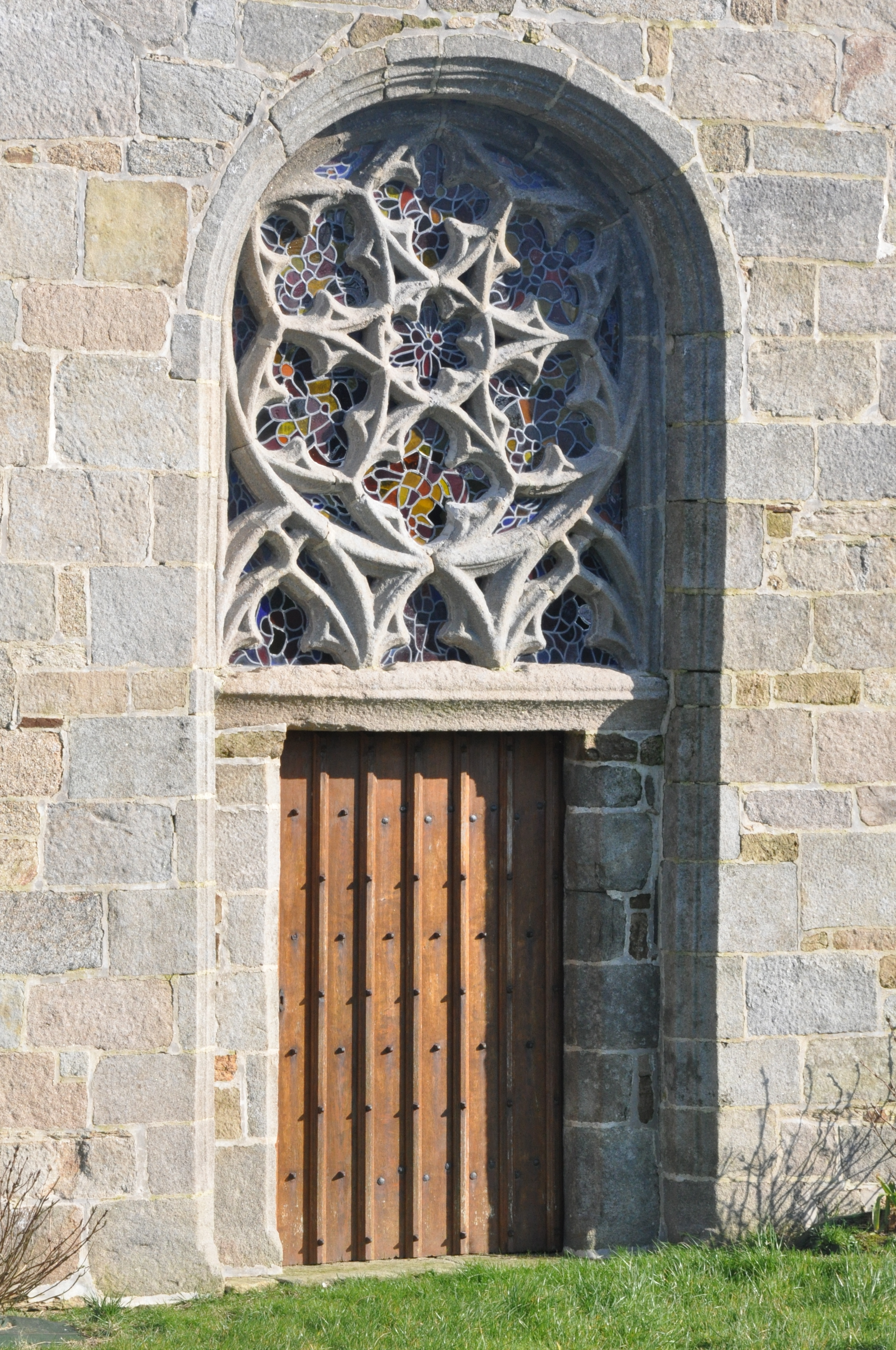
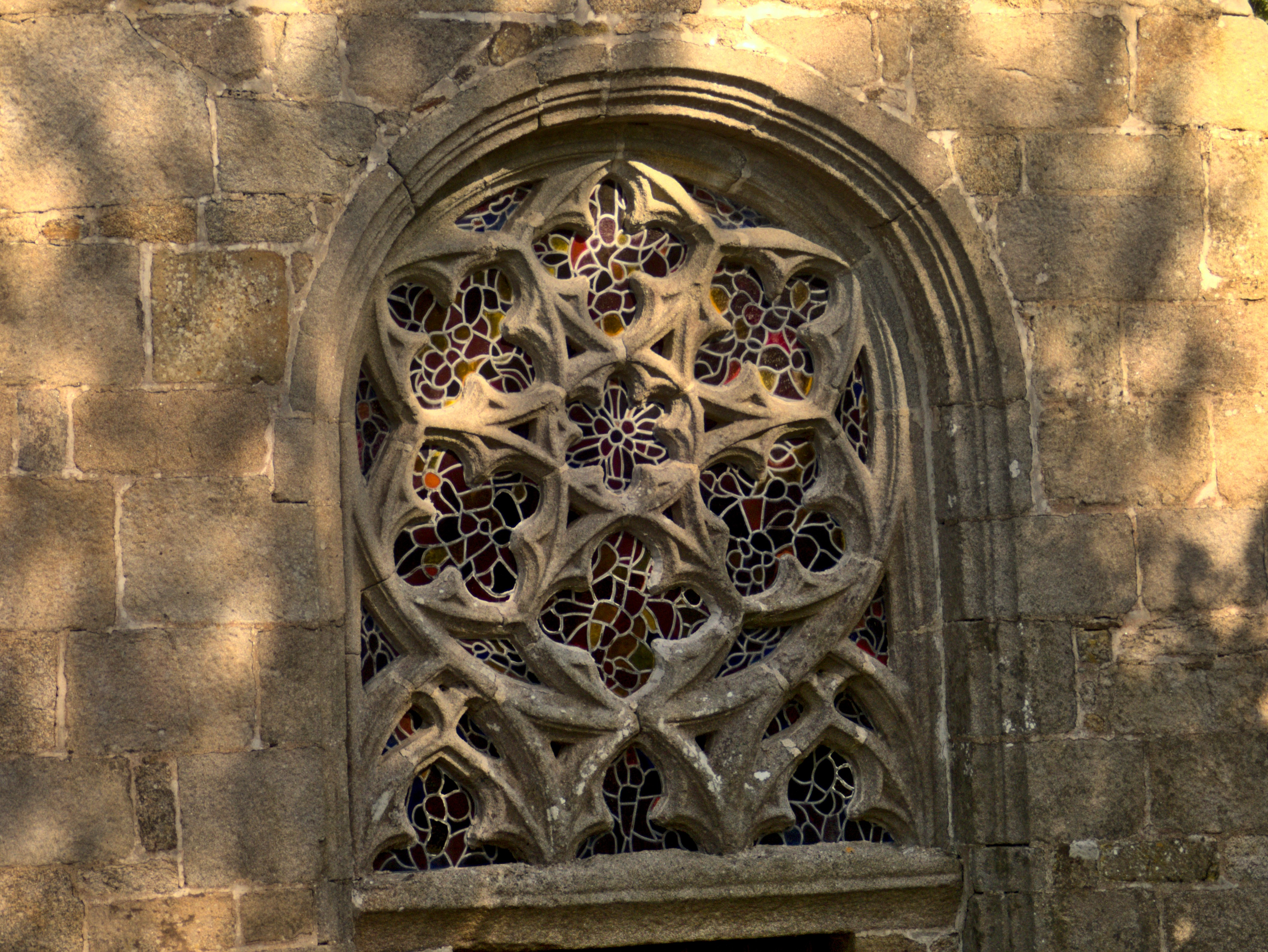
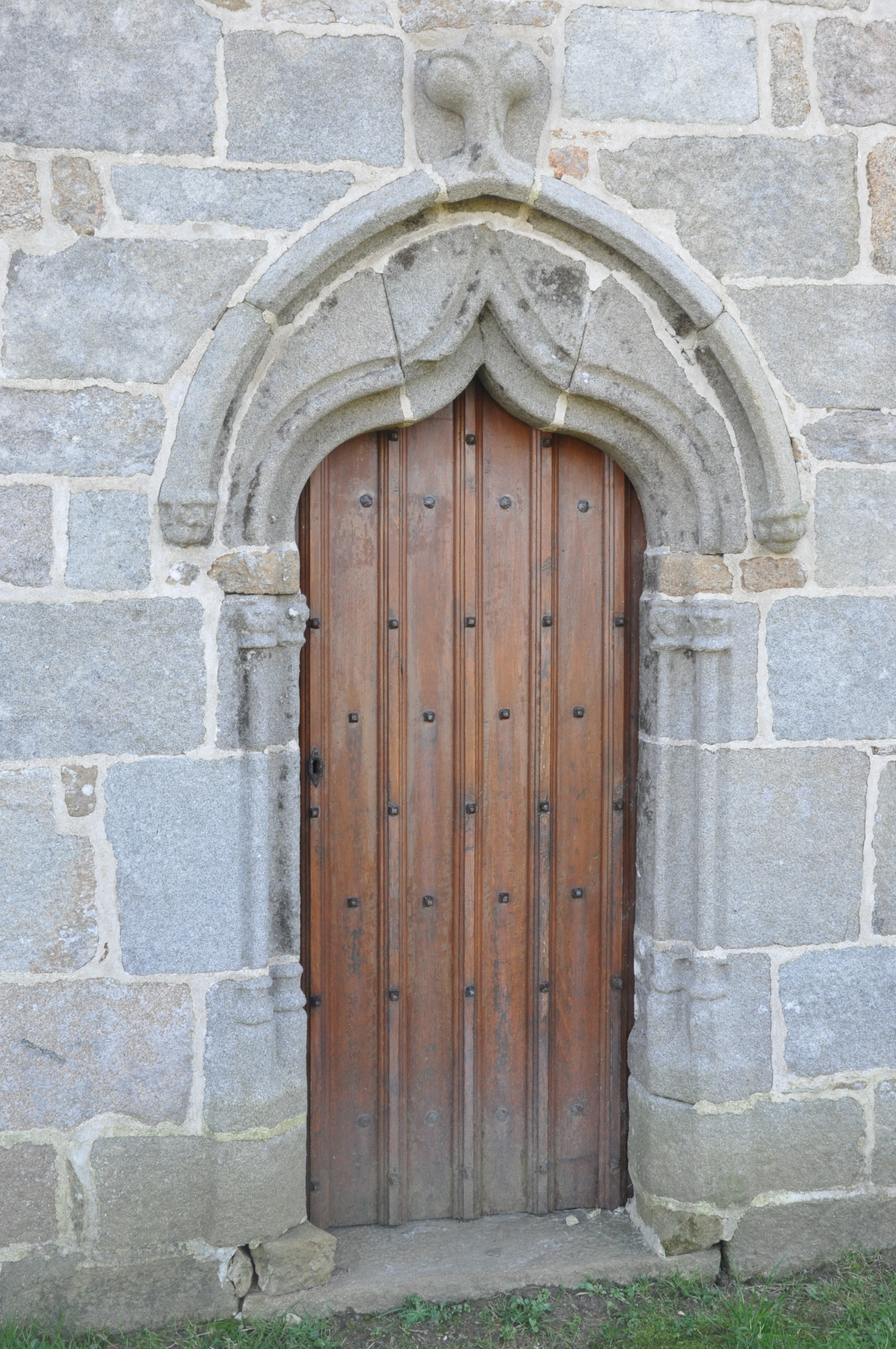
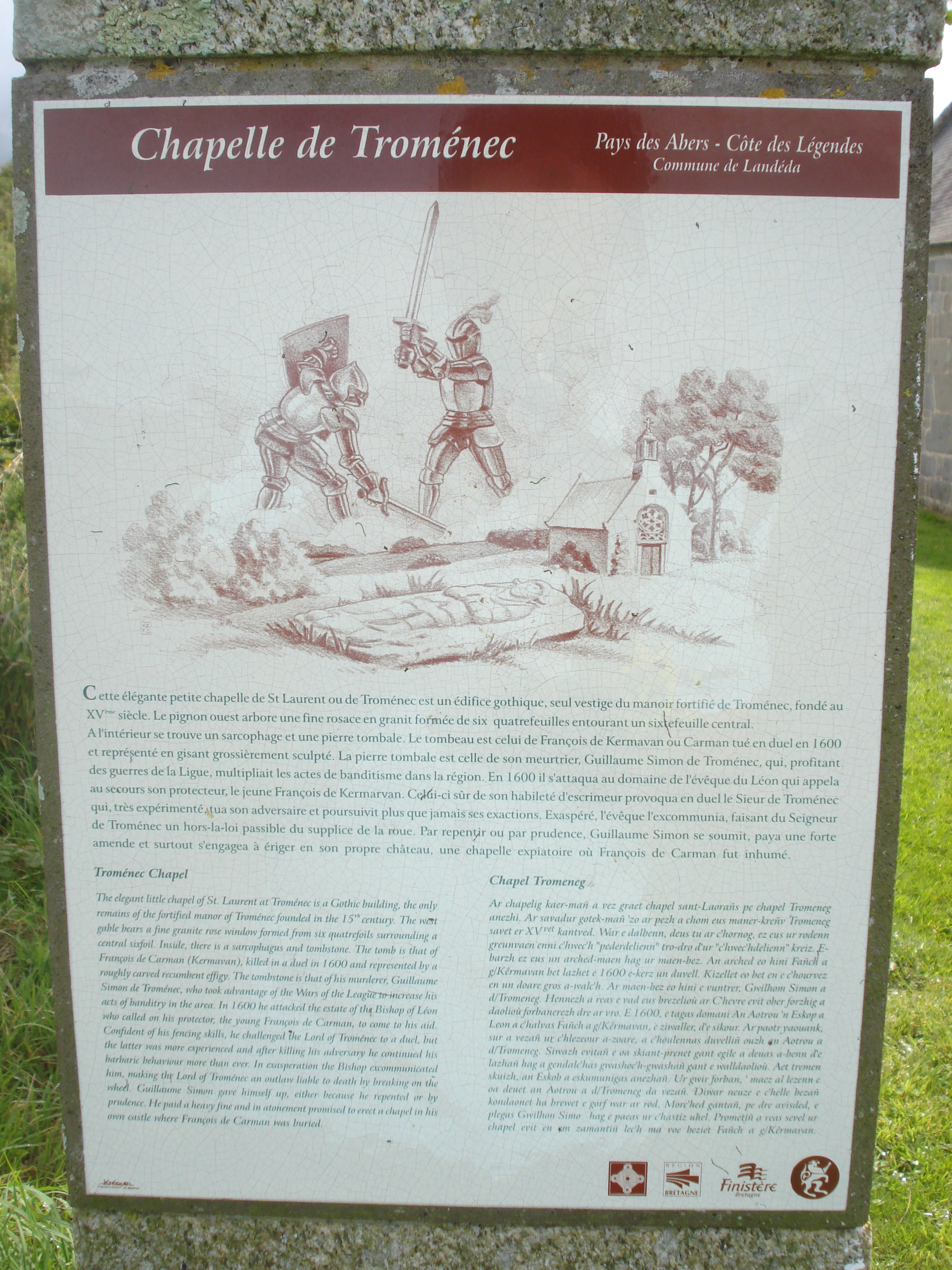